# Cassenoix d'Amérique
Nucifraga columbiana
Espèce
Statut de conservation UICN

 LC  : Préoccupation mineure
Le Cassenoix d'Amérique (Nucifraga columbiana), est une espèce de passereaux de la famille des Corvidae.

Carte de répartition

## Description
Le cassenoix d'Amérique est plus petit que le cassenoix moucheté (N. caryocatactes) eurasiatique. Son plumage est gris cendre sauf ses ailes (noires et blanches).

## Répartition et habitats
Il vit dans les régions de l'ouest de l'Amérique du Nord, depuis la Colombie-Britannique jusqu'à la Basse-Californie et le Nouveau-Mexique. Son habitat est celui des forêts de pins de haute altitude (900-3900 mètres).

## Alimentation
Il se nourrit des graines de pin.

## Morphologie
- Taille : 30 cm
- Poids : 106 à 161 g